# Time Share (film 2018)
Time Share (Tiempo Compartido) è un film del 2018 diretto da Sebastián Hofmann.
Il film ha preso parte al Sundance Film Festival 2018, nella sezione World Cinema Dramatic.

## Trama
Pedro ed Eva giungono nel gigantesco resort Everfields per trascorrere con il loro piccolo figlio a settimana di vacanze che attendono da tempo. Poco dopo il loro arrivo si presenta però un'altra famiglia che ha prenotato lo stesso alloggio. Hanno entrambe ragione e, con le scuse dell'organizzazione che non ha un'altra sistemazione, accettano di condividere l'ampio spazio che avrebbe dovuto essere esclusivo.
Mentre l'altra famiglia si mostra entusiasta di socializzare e a Eva non dispiace che il loro figlio abbia la compagnia di due coetanei, Pedro non manda giù la cosa. Si sente scippato della propria intimità e odia l'invadenza di questi sconosciuti.
Nel contempo, Andres e Gloria, coppia che lavora nel resort e sulla quale grava il peso della tragica morte del loro unico figlio, vivono destini diversi, a seguito del recente cambio di proprietà. Lui è relegato a mansioni sempre più umili, che svolge senza attenzione e controvoglia, lei ha l'opportunità di fare carriera, passando nell'ambito settore commerciale.
Durante una lezione collettiva di tennis, Pedro avverte l'ostilità dell'insegnante che, alla sua prima distrazione, lo colpisce in faccia con una palla che gli rompe il naso. La vacanza assume così contorni ancora più cupi e Pedro matura il convincimento di un complotto, trovando poi clamorosa conferma dalla spontanea rivelazione di Andres, che ha appena aderito ad una sorta di movimento di cospirazione interno ai dipendenti del resort.
Così, nella riunione in cui Gloria per la prima volta può condurre la presentazione in cui gli ospiti sono invitati ad acquistare in multiproprietà le abitazioni del complesso, Pedro sbotta pubblicamente con una denuncia plateale e pesantissima. La Everfields avrebbe spiato la sua famiglia collezionando informazioni private in un fascicolo, quindi vi è stata la pantomima della doppia prenotazione, volta ad ottenere un ulteriore controllo tramite la complicità di una famiglia pagata per questo.
Gloria capisce che c'è Andres dietro il fallimento della sua grande occasione e chiude definitivamente un rapporto già segnato.
Eva cercava serenità ma questa vacanza alla fine le ha dato tutt'altro. Pedro è dispiaciuto ma sa di aver fatto la cosa giusta per sé, per la sua famiglia, e non solo.

## Produzione
Il titolo, sia nella versione originale che in quella inglese, allude a quella che in italiano è più comunemente nota come "multiproprietà", al centro della proposta commerciale che costituisce parte sostanziale del presunto complotto di cui è vittima la famiglia protagonista.